# Non iscritti
"Non iscritti", ufficialmente "non iscritti ad alcuna componente politica", è la denominazione di un gruppo parlamentare o di una sua componente in cui confluiscono gli eletti in assemblee legislative che non appartengono ad alcun altro gruppo politico. Ciò può avvenire sia in conseguenza di una decisione strategica del singolo deputato, sia a causa di un'insufficiente consistenza numerica del partito politico.

## Parlamento italiano
Nel Parlamento italiano, quella dei non iscritti costituisce una componente interna al gruppo misto.
Alla Camera, dove è richiesta l'adesione di venti parlamentari per costituire un gruppo autonomo, è possibile costituire una componente interna al gruppo misto in presenza di dieci deputati, ovvero di tre deputati la cui componente rifletta la lista di elezione. In caso contrario, i deputati risultano non iscritti.
Al Senato, invece, sono necessari dieci parlamentari per dar luogo ad un gruppo autonomo, mentre è sufficiente un solo senatore per costituire una componente interna al gruppo misto.
In ogni caso, si risulta tra i non iscritti se un parlamentare non opta per l'iscrizione ad alcun gruppo politico.

### XIX legislatura

#### Composizione alla Camera dei deputati
Nell'attuale XIX legislatura, alla Camera dei deputati risultano non iscritti ad alcuna componente politica 5 deputati:
- Lorenzo Cesa (eletto con NM)
- Francesco Gallo (eletto con ScN)
- Luigi Marattin (eletto con Az-IV)
- Manlio Messina (eletto con FdI)
- Emanuele Pozzolo (eletto con FdI)
- Aboubakar Soumahoro (eletto con AVS)

#### Composizione al Senato della Repubblica
Nell'attuale XIX legislatura, al Senato della Repubblica risultano non iscritti ad alcuna componente politica 3 senatori:
- Mario Monti (senatore a vita)
- Renzo Piano (senatore a vita)
- Liliana Segre (senatore a vita)

## Parlamento europeo
Nel Parlamento europeo la costituzione di un gruppo parlamentare autonomo è subordinata alla presenza di 25 parlamentari che siano affiliati a un partito nazionale ovvero a un partito politico europeo e che provengano da almeno sette differenti stati; i membri del gruppo, poi, devono essere legati dagli stessi ideali e programmi. Per quest'ultimo motivo, gruppi come quello Tecnico dei Deputati Indipendenti (TDI), che pure sono esistiti brevemente in passato, non sono più ammessi. Nel caso in cui questi requisiti non sussistano, i parlamentari risultano non iscritti.
Nel corso della IX legislatura risultano non iscritti i 14 europarlamentari eletti nelle liste del M5S (10 in seguito alla scissione dei 4 europarlamentari vicini ad Alessandro Di Battista, che hanno successivamente aderito al gruppo Verdi/ALE).
| Controllo di autorità | GND (DE) 4155141-2 |